# 宋叔和
宋叔和（1915年7月14日—2008年2月5日），中国区域岩石及有色金属矿床学家。生于河北迁安。1938年毕业于清华大学地质地理气象学系。1980年当选为中国科学院学部委员(院士)。中国地质科学院矿产资源研究所名誉所长、研究员。